# Alexandre Blaineau
Alexandre Blaineau (né en 1975 en Vendée) est écrivain, auteur d’essais, de recueils de poésie et de romans.
Docteur en histoire, il a soutenu sa thèse à l’Université Rennes-II en 2010. Elle avait pour titre « Chevaux, cavaliers et cavaleries dans l’œuvre de Xénophon ».
Spécialiste du monde équestre dans l’Antiquité grecque, il s’intéresse par ailleurs à l’histoire littéraire et à l'écriture poétique.
Il est lauréat d'un Prix Pégase et d'un Prix Khôra-Institut de France, pour son livre Les chevaux de Rimbaud.

## Biographie
Alexandre Blaineau naît en 1975 dans le département de la Vendée. Il fait des études d'histoire et de géographie à l'Université de Nantes et obtient le CAPES en 2001. Il enseigne pendant une vingtaine d'années dans des collèges des Ardennes.
Il soutient sa thèse consacrée aux chevaux de guerre et à l'oeuvre de Xénophon en 2010 à l'Université Rennes-II sous la direction de Pierre Brulé,. Il publie une quinzaine d'articles universitaires et participe à de nombreux colloques et séminaires, en France et à l'étranger (Etats-Unis, Suisse, Hongrie, Belgique). Ses articles portent sur l'élevage équin dans l'antiquité, sur les chevaux de guerre, mais aussi sur la réception de l'oeuvre de Xénophon.
Il s'intéresse par ailleurs à l'histoire littéraire, et particulièrement à l'oeuvre d'Arthur Rimbaud. Son intérêt pour le monde équestre lui a ainsi permis de rédiger un essai sur Rimbaud et les chevaux.
Il a publié deux recueils de poésies et un roman.

### Essais
- Xénophon - L'intégrale de l'œuvre équestre, Actes Sud, novembre 2011 ;
- Le Cheval de guerre en Grèce ancienne, Presses universitaires de Rennes, 2015 ;
- Les Chevaux de Rimbaud, Actes Sud, 2019 - Prix Pégase[4] et Prix Khôra-Institut de France 2020[5],[6] ;
- Centaures et centauresses, Actes Sud, 2024

Xénophon - L'intégrale de l'œuvre équestre contient, outre tous les textes de l'auteur athénien faisant référence aux monde équestre, une longue introduction qui fait le point sur les connaissances actuelles sur le monde du cheval dans la Grèce classique. Alexandre Blaineau a présenté ce livre lors d'un colloque qui s'est tenu en décembre 2019, à la Maison Hermès, à Paris.
L'ouvrage Le Cheval de guerre en Grèce ancienne est issu de sa thèse. Il explore le cycle de vie du cheval de guerre, depuis sa naissance jusqu'à son intégration dans la maison de son cavalier. D'après le compte-rendu de Thierry Lucas sur Topoi, cet ouvrage constitue une « synthèse bien documentée sur l'élevage équin », malgré quelques erreurs qui imposent de  « le manier avec précaution ». Pour Philippe Torrens, la matière de cet ouvrage est « tout à fait passionnante ». Valérie Gitton-Ripoll souligne « son excellente connaissance de l’œuvre de Xénophon ».
Les chevaux de Rimbaud explore les liens établis entre le poète ardennais Arthur Rimbaud et le monde équestre. Dans ce livre, Alexandre Blaineau « montre parfaitement à quel point le négociant qu’a été Rimbaud a souffert dans ses multiples chevauchées en Afrique de l’Est, entre le Harar et la mer Rouge, au milieu d’une nature hostile, et confronté à des peuplades inamicales, et combien cet exil volontaire a ressemblé à une terrible et irréversible agonie, loin des rêves fous de son adolescence carolopolitaine, loin des vertiges de la poésie, loin des ivresses de la voyance ».
Centaures et centauresses est une anthologie sur cette figure mythologique. Elle réunit des textes de l'Antiquité à nos jours (articles, interview, poèmes, nouvelles). Comme l'écrit Dominique Vergnon, "au long de deux millénaires, peintres, sculpteurs, poètes, écrivains ont sans cesse approfondi le thème, le développant, l’explorant, l’élargissant, faisant de ce torse humain accolé au poitrail d’un cheval doté de ses quatre jambes équines un nouveau dieu, une référence à l’écart de tous repères courants, sujette à de nombreuses interprétations symboliques, religieuses et politiques ainsi que le note Alexandre Blaineau dans une introduction qui pose de façon très pertinente et originale de multiples questions, invitant sans plus attendre à la lecture que l’on pressent passionnante et novatrice."

### Poésie
- D'être en ce monde, Milagro, 2021 ;
- L'Offre des possibles, Milagro, 2022.

D'être en ce monde est le premier recueil de poésie d'Alexandre Blaineau. Il y explore notamment le rapport aux ruines et à la mémoire. « Le poème cherche sa langue dans l’imaginaire, celle d’un rêve, un rêve d’Histoire. Donc, sujet à l’énigme ».
L'offre des possibles questionne le mystère des visages et celui des âmes, avec des textes délibérément courts et fragmentaires. "Il faut porter attention à chaque strophe, chaque vers, chaque mot, capables de contenir plus que la vie ou l’esprit, mais l’esprit de la vie. Une concentration méditative mais musardant çà et là des motifs de beauté" (Didier Ayres).

### Roman
- Le neveu de Rimbaud, L'Harmattan, 2023.

Le neveu de Rimbaud est son premier roman.
En voici le résumé : Léon est le neveu d'Arthur Rimbaud et lui ressemble physiquement. Durant sa courte vie, il va subir le poids de la comparaison permanente avec l'homme aux semelles de vent, au sein d'une famille rongée par les drames et les non-dits. Côtoyant Victor Segalen, Paul Signac ou Paul Claudel, il tentera de s'affranchir progressivement de ses origines. Comme Arthur, il partira vers l'Afrique, espérant secrètement l'oubli et l'offre des possibles.